# PayPay
PayPay는 일본의 금융 기술 기업이다. 소프트뱅크와 LINE 야후 (구 Z홀딩스)의 합작회사이며, 연결 자회사이다. QR 코드 결제 서비스 'PayPay'를 운영하고 있다.